# Xenomystax
Xenomystax – rodzaj ryb promieniopłetwych z podrodziny Congrinae w obrębie rodziny kongerowatych (Congridae).

## Rozmieszczenie geograficzne
Do rodzaju należą gatunki występujące w wodach Oceanu Atlantyckiego, Oceanu Indyjskiego i Oceanu Spokojnego.

## Morfologia
Długość ciała do 100 cm; brak danych dotyczących masy ciała.

## Systematyka
Rodzaj zdefiniował w 1891 roku amerykański ichtiolog Charles Henry Gilbert w artykule poświęconym opisowi ryb węgorzokształtnych z tropikalnej części Oceanu Spokojnego, odłowionych podczas wyprawy parowca „Albatross” na zlecenie United States Fish Commission, opublikowanym w czasopiśmie Proceedings of the United States National Museum. Gatunkiem typowym jest (oryginalne oznaczenie (również monotypowe)) X. atrarius.

### Etymologia
- Xenomystax: gr. ξενος xenos ‘obcy, dziwny’; μυσταξ mustax, μυστακος mustakos ‘wąs’, od μασταξ mastax, μαστακος mastakos ‘szczęki, usta’, od μασαομαι masaomai ‘żuć’[5].
- Paraxenomystax: gr. παρα para ‘blisko,  obok’[6]; rodzaj Xenomystax Gilbert, 1891. Gatunek typowy (oryginalne oznaczenie): Paraxenomystax bidentatus Reid, 1940.

### Podział systematyczny
Do rodzaju należą następujące gatunki:
- Xenomystax atrarius Gilbert, 1891
- Xenomystax austrinus Smith & Kanazawa, 1989
- Xenomystax bidentatus (Reid, 1940)
- Xenomystax congroides Smith & Kanazawa, 1989
- Xenomystax trucidans Alcock, 1894

David G. Smith opracował klucz do identyfikacji gatunków rodzaju Xenomystax.